# Babahoyo (kanton)
Babahoyo – kanton w prowincji Los Ríos, w Ekwadorze. Stolicą kantonu jest Babahoyo.